# José Félix Uriburu

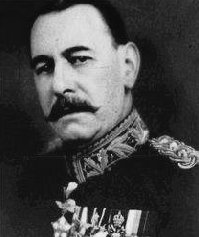
José Uriburu

José Félix Uriburu (Salta, 20 juni 1868 - Parijs, 29 april 1932) was een Argentijns militair en de eerste de facto President van Argentinië, van 8 september 1930 tot 20 februari 1932.
Hij heeft met zijn medestanders de eerste staatsgreep in de Argentijnse geschiedenis gepleegd, en heeft daarmee de democratisch gekozen president Hipólito Yrigoyen afgezet.
- Bibliothèque nationale de France: cb15577520v (data)
- Gemeinsame Normdatei: 130224561
- International Standard Name Identifier: 0000 0000 3383 1303
- Library of Congress Control Number: n84029078
- Nationale Bibliotheek van Israël: 987007447028105171
- Nederlandse Thesaurus van Auteursnamen: 13355614X
- Système universitaire de documentation: 075644002
- Virtual International Authority File: 54465998
- WorldCat: E39PBJyxbXMFwjQvbdvyGMjBfq